# 米歇尔·斯卡特
米歇尔·斯卡特（英語：Michelle Scutt，1960年6月17日—），英国女子田径运动员。她曾代表英国参加1980年和1984年夏季奥林匹克运动会田径比赛，其中1980年奥运会获得一枚铜牌。